# Claire Delbos
Louise-Justine Messiaen (de soltera Delbos; 2 de noviembre de 1906 - 22 de abril de 1959), más conocida bajo el seudónimo de Claire Delbos, fue una violinista y compositora francesa. Era una virtuosa del violín.

## Biografía
Delbos nació en París, hija de un profesor de la Universidad Sorbona, Victor Delbos y de Lucie Devillez. Tuvo dos hermanos, Gérard que nació en 1899 y Marie-Rose en 1901. No conoció a su hermano mayor, que murió a la edad de 4. Su familia era acomodada, religiosa e intelectual. Aunque generalmente se la conocía después de su matrimonio como Claire o como Claire-Louise, fue bautizada como Louise Justine Delbos. Fue alumna de la Schola Cantorum, una escuela privada de música en París, y más tarde estudió violín y composición en el Conservatorio de París.
Su habilidad con el violín llamó la atención del joven Messiaen. Dieron recitales juntos en París a principios de la década de 1930 y se casaron el 22 de junio de 1932. La compositora Claude Arrieu fue la dama de honor de Delbos. Messiaen escribió el Thème et variaciones para violín y piano como regalo de bodas para su esposa, obra que interpretaron juntos el 22 de noviembre de 1932.
Durante ese verano, los Messiaen se mudaron a un apartamento en 77 rue des Plantes, en la margen izquierda del distrito 14 de París. Este sería su hogar durante los siguientes seis años y fue el lugar de encuentros musicales ocasionales de amigos selectos; fue donde conocieron por primera vez a los Jolivet. Algunas de las obras de Messiaen fueron escritas para celebrar la felicidad de la joven pareja, un ejemplo es el ciclo de canciones Poèmes pour Mi para soprano y piano en 1936, que arregló para soprano y orquesta en 1937, y que se basó en sus propios poemas sobre la alegría del matrimonio. 'Mi' era el apodo cariñoso de Messiaen para Delbos. Delbos también compuso varias obras para órgano, incluyendo Paraphrase sur le jugement dernier y L'offrande à Marie, para Messiaen.
En los primeros años de su matrimonio, los Messiaen pasaron varias vacaciones en el Château St Benoît, en Neussargues-Moissac, un castillo propiedad de la familia Delbos, que Messiaen encontró propicio para componer, y donde gran parte de L'Ascension fue escrita. El exitoso Thème et variaciones fue seguido por otra obra para violín escrita por Messiaen para su esposa, Fantaisie, aunque no se publicó hasta 2007 o 2008, y no está claro si alguna vez se interpretó en público durante la vida de Messiaen.
Delbos sufrió una serie de abortos espontáneos en los primeros años de su matrimonio, pero en 1937 nació su hijo Pascal, y Messiaen produjo otro ciclo de canciones, Chants de terre et de ciel (1938), en el que los tres miembros de la familia fueron retratados. Los Messiaen se mudaron a 13 villa du Danube en el distrito 19. Hacia el final de la guerra, Delbos se sometió a una operación que resultó en una atrofia cerebral, tras lo cual comenzó a sufrir una amnesia total. Ingresó en un sanatorio y permaneció ingresada, con una salud en constante deterioro, por el resto de su vida. Murió en 1959, en Hauts-de-Seine.

## Composiciones
Canciones (para voz y piano):
- Primevère (1935) (cinco canciones sobre poemas de Cécile Sauvage, la madre de Messiaen):
  - Le long de mes genoux
  - J'ai peur d'être laide
  - Mais je suis belle d'être aimée
  - Je suis née à l'amour
  - Dans ma robe à bouquets bleus
- L'âme en bourgeon (1937) (ocho canciones sobre poemas escritos por Cécile Sauvage sobre el nacimiento de su hijo Olivier):
  - Dors
  - Mon coeur revient à son printemps
  - Je suis là
  - Te voilà hors de l'alvéole
  - Je savais que ce serait toi
  - Maintenant il est né
  - Te voilà mon petit amant
  - Ai-je pu t'appeler de l'ombre
- Trois aspects de la mort (estrenada en 1947):
  - Sans espérance (Cécile Sauvage)
  - Lamentation et terreur (Libro de Job)
- Vers elle, avec confiance (R. de Obaldia)

Otras obras vocales:
- Salmo 141, para soprano, coro femenino, cuatro ondas Martenots y piano. Inédita.

Órgano:
- Deux pièces (1935)
  - L'homme né de la femme vit peu de jours
  - La Vierge berce l'enfant
- Paraphrase sur le jugement dernier (1939)
- L'offrande à Marie (1943)
  - Voici la servante du Seigneur
  - Virgen digna de louanges
  - Mère des pauvres
  - Mère toute-joyeuse
  - Debout, la Mère des douleurs
  - Secours des Chrétiens, reina de la paz
- Parce, Domine 'Pardonnez, Seigneur, à votre peuple', pour le temps de Carême (1952)